# Schlacht von Pankalia

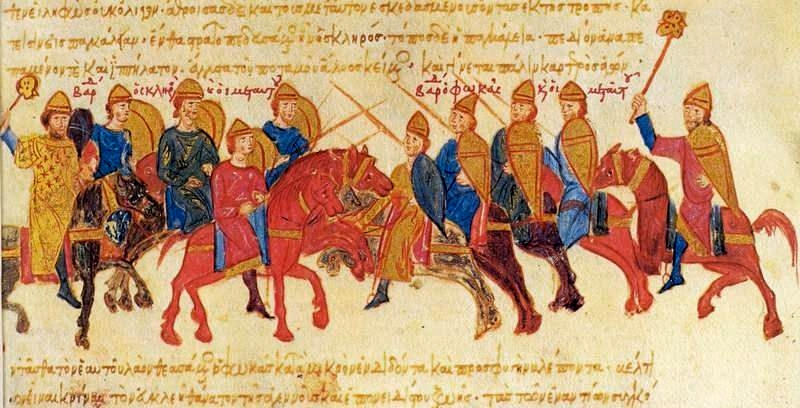
Zusammenstoß zwischen den Armeen des Skleros und Phokas, Miniatur aus dem Madrider Bilderhandschrift des Skylitzes.

Die Schlacht von Pankalia wurde zwischen den byzantinischen Truppen, die treu zum byzantinischen Kaiser Basileios II. standen, und dem Truppen des Rebellengenerals Bardas Skleros ausgetragen. Sie fand westlich von Caesarea im Thema von Charsianon am 24. März 979 statt. In einer Überraschungsattacke konnte die Armee des Kaisers unter der Führung des  Bardas Phokas und verstärkt durch georgische Kavallerie unter Tornikios den Rebellen eine vernichtende Niederlage beibringen. Skleros selbst wurde von Phokas im Einzelkampf verwundet, konnte sich aber auf muslimisches Territorium zurückziehen. Seine Rebellion fiel daraufhin rasch in sich zusammen.